# Rutilia splendida
Rutilia splendida là một loài ruồi trong họ Tachinidae.